# 趙倫之
趙倫之 （4世紀—429年2月16日），字幼成，下邳郡僮縣人。東晉末年及南朝宋初年官員，亦因姐姐是宋武帝劉裕生母趙安宗而是南朝宋外戚。在宋官至左光祿大夫、領軍將軍。

## 生平
趙倫之年幼喪父，家境貧寒，但以孝事母而聞名。元興三年（404年），趙倫之跟隨劉裕起兵討伐篡晉的桓玄，並憑軍功受封閬中縣五等侯，後在義熙十一年（415年）隨劉裕討伐反抗劉裕的荊州刺史司馬休之及雍州刺史魯宗之，並和沈林子領軍於石城敗宗之子魯軌。戰後倫之獲授雍州刺史。義熙十二年 （416年），劉裕北伐後秦，趙倫之就派了順陽太守傅弘之及扶風太守沈田子隨劉裕北伐，最終他們經武關入關中，並在嶢柳大破秦將姚和都及秦帝姚泓統領的部隊，協助劉裕滅秦。
永初元年（420年），劉裕篡晉，趙倫之以開國元勳身份封霄城縣侯，進號安北將軍。永初三年（422年），宋少帝即位，趙倫之受徵入朝任護軍將軍。元嘉三年正月己巳日（426年2月11日）改任鎮軍將軍，同年六月己未日（7月31日）又轉任左光祿大夫、領軍將軍。元嘉五年十二月庚寅日 （429年2月16日），趙倫之去世。
趙倫之雖然身為外戚，但一向都是生活得儉約簡素，而且個性上也不太擅長處理人情世故之事。晉宋之間曾長期任雍州刺史，日子過愈見富貴，然而入朝任護軍將軍後發現自己的資歷和能力都與之不相稱，怕是被貶了。范泰卻和他說笑道：「司徒公缺職時肯定會用你了，我不是說這因你的資歷所致，而是因外戚身份而輪到你。」倫之聞言大喜，多次帶著酒菜去拜訪范泰。

## 子女
- 趙伯符，丹陽尹。

## 延伸阅读
[在维基数据编辑]
 《宋書·卷46》，出自沈约《宋书》
 《南史·卷18》，出自李延壽《南史》